# Warcq (Meuse)
Warcq ist eine französische Gemeinde mit 182 Einwohnern (Stand 1. Januar 2022) im Département Meuse in der Region Grand Est (bis 2015 Lothringen). Sie gehört zum Arrondissement Verdun und zum Gemeindeverband Pays d’Étain.

## Geografie
Die Gemeinde Warcq liegt etwa 20 Kilometer östlich von Verdun und etwa 35 Kilometer westnordwestlich von Metz. Das knapp fünf km² große Gemeindegebiet wird vom Oberlauf der Orne durchflossen, in die hier die Nebenflüsse Lauret und Eix münden. Bis auf Reste von Auenwäldern am Ufer der Orne ist das Gemeindeareal waldfrei, es dominieren Weide- und Ackerflächen. Zu Warcq gehört der Ortsteil L’Hôpital. Warcq grenzt an die Nachbargemeinden Étain im Norden, Rouvres-en-Woëvre im Nordosten, Boinville-en-Woëvre im Osten, Gussainville im Süden sowie Herméville-en-Woëvre im Westen.

## Bevölkerungsentwicklung
| Jahr      | 1962 | 1968 | 1975 | 1982 | 1990 | 1999 | 2006 | 2013 | 2022 |
| Einwohner | 205  | 183  | 176  | 163  | 112  | 144  | 193  | 208  | 182  |

Im Jahr 1831 wurde mit 294 Bewohnern die bisher höchste Einwohnerzahl ermittelt. Die Zahlen basieren auf den Daten von cassini.ehess und INSEE.

## Sehenswürdigkeiten

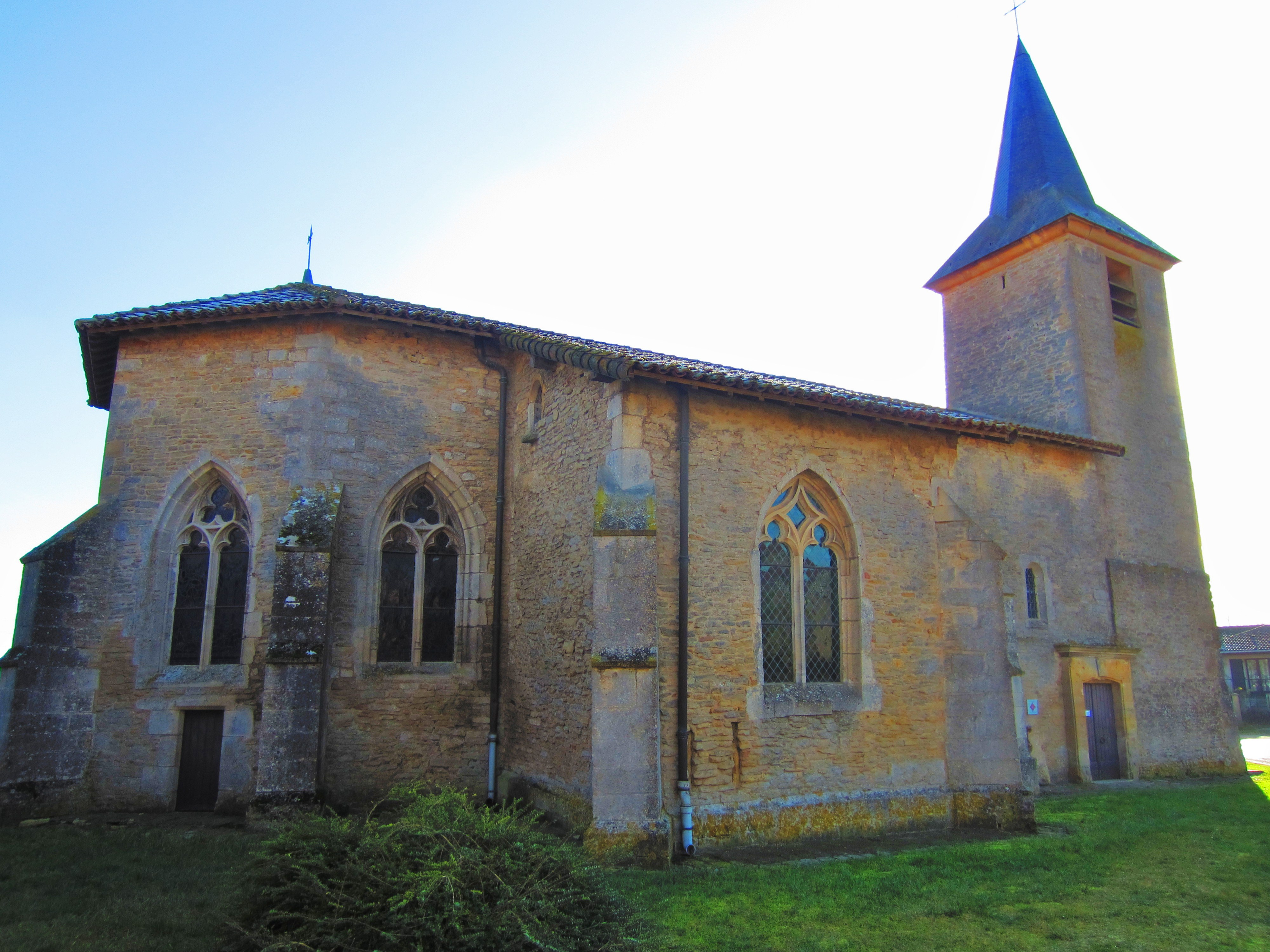
Kirche Saint-Firmin

- Kirche Saint-Firmin aus dem 12. Jahrhundert, Monument historique[3]

## Wirtschaft und Infrastruktur
In der Gemeinde Warcq sind drei Landwirtschaftsbetriebe ansässig (Getreideanbau, Viehzucht).
Durch das Gemeindegebiet von Warcq führt die Fernstraße D 603 von Verdun über Étain nach Jarny. In der acht Kilometer südlich gelegenen Gemeinde Ville-en-Woëvre besteht ein Anschluss an die Autoroute A 4 von Paris nach Straßburg. In der zwei Kilometer entfernten Kleinstadt Étain befindet sich der nächste Bahnhof an der Bahnstrecke Saint-Hilaire-au-Temple–Hagondange.

## Belege
1. ↑  Warcq auf cassini.ehess
2. ↑  Warcq auf INSEE
3. ↑  Église St-Firmin in der Base Mérimée des französischen Kulturministeriums (französisch)
4. ↑  Landwirtschaftsbetriebe auf annuaire-mairie.fr (französisch)